# Hubert Benoit (médecin)
Pour les articles homonymes, voir Hubert Benoit et Benoit.
Hubert Benoit, né à Nancy le 21 mars 1904 et mort à Paris le 28 octobre 1992, est un chirurgien et psychiatre français, connu surtout pour ses écrits sur le bouddhisme zen.
Devenu docteur en médecine en 1935 après avoir mené conjointement des études de médecine et de violon, il exerce comme chirurgien jusqu'à la bataille de Normandie. Il est grièvement blessé lors du bombardement de Saint-Lô par l'aviation américaine dans la nuit 6 au 7 juin 1944. Durant la longue convalescence qui s'ensuit, il se consacre à l'étude et à la méditation, influencé d'abord par les idées de Gurdjieff, puis par le védanta, le taoisme et le zen. En 1949, il publie un premier ouvrage dans lequel il tente d'élaborer une synthèse entre les théories psychologiques occidentales et la métaphysique orientale. En 1952, il s'installe à Paris comme psychiatre. Ses trois derniers ouvrages, parus entre 1952 et 1979, constituent à la fois une étude théorique du zen et une exploration des techniques de la réalisation intérieure.
Très tôt traduits en anglais, entre autres par Aldous Huxley et Wei Wu Wei, les écrits d'Hubert Benoit ont joué à partir des années 1950 un rôle non négligeable dans la diffusion du zen en Europe et aux États-Unis, où ils sont toujours réédités au début du XXIe siècle.

## Ouvrages
- Métaphysique et psychanalyse, essais sur le problème de la réalisation de l'homme (1949)
- De l'Amour, psychologie de la vie affective et sexuelle (1951)
- La Doctrine Suprême : réflexions sur le bouddhisme zen (2 volumes, 1952)
- Lâcher prise, théorie et pratique du détachement selon le Zen (1954)
- De la Réalisation intérieure (1979 ; 1984)

Traductions
- Helene Deutsch : La Psychologie des femmes : étude psychanalytique (2 volumes, 1948-1949)
- Daisetz Teitaro Suzuki : Le Non-Mental selon la pensée Zen (1952)